# Cumia
Cumìa è una frazione di Messina nell'ambito della Circoscrizione III. Viene distinta in Cumìa Superiore e Cumìa Inferiore.

## Geografia fisica
Distante 2,56km dal villaggio Bordonaro, sorge nella valle dove la fiumara di Cumìa confluisce nel torrente Bordonaro. Presenta una ricca vegetazione e un'abbondante fauna. 
Cumia, situata a un'altezza che varia dai 350 ai 450 m s.l.m., è considerata una delle più elevate delle frazioni di Messina. Data la maggiore altezza, la differenza di temperatura è di -7,3° gradi rispetto alla città, creando un'atmosfera fredda, umida alternata con momenti anche lunghi di intensa nebbia in inverno, con picchi tra 2° e -2° gradi tra giorno e sera; invece, mite e quasi calda l'estate, con temperature tra 24° e 32° gradi durante il giorno e un ambiente fresco, quasi freddo, la sera, con una stabilità tra i 15° e i 22° gradi. 

## Origini del nome
Riprende la voce araba qumiyah, che deriverebbe dal termine in greco Κωμία?, Komìa, cioè "villaggio" o "comunità".

## Storia
Lo sviluppo e la costituzione della località sono connesse alla presenza nel suo territorio della badia basiliana di San Teotisto, di cui non è rimasta alcuna traccia. Il santo (secondo quanto riferisce Caio D. Gallo nei suoi Annali relativamente all'anno 688) sarebbe stato abate del monastero; ricordato il 4 gennaio, viene venerato col nome di San Teotista a Caccamo, città di cui sarebbe originario e di cui è compatrono. 

## Monumenti e luoghi d'interesse
Sussistono le chiese di Santa Maria Annunziata e di Santa Marina, che insieme formano una parrocchia. Gli edifici risalgono rispettivamente al XVIII secolo e al XVI secolo, entrambe con interventi successivi. Inoltre è presente la grotta del sentiero "Mariae di Cumia".

## Economia
Durante il periodo compreso tra il 1930 e il 1960, Cumia fu un importante centro di coltivazione di frumento, che veniva lavorato attraverso un mulino presente ancora oggi ma trasformato in attrazione  turistica.
Oggi Cumìa Superiore è famosa per la produzione e coltivazione delle gardenie, una floricoltura specializzata che le ha valso il soprannome di "Villaggio dei Fiori". A livello turistico, è conosciuta per la presenza di alcuni sentieri sui Peloritani, quali quello dei Mulini e quello detto Santa Mariae di Cumia. 

## Infrastrutture e trasporti
Il percorso per il villaggio Cumia è formato da una strada di campagna.